# Galesàurids
Els galesàurids (Galesauridae) són una família extinta de teràpsids. Aparegueren a les acaballes del Permià, just abans de l'extinció del Permià-Triàsic, i són un dels grups de cinodonts més primitius. Tenien un paladar secundari complet, cosa que els permetia menjar i respirar alhora. L'os dental era més gros que en els seus precursors. Se n'han trobat restes fòssils arreu del món, amb particular abundància a Sud-àfrica.